# 寄宿学校のジュリエット
『寄宿学校のジュリエット』（きしゅくがっこうのジュリエット、英語サブタイトルは「To LOVE,or not to LOVE」）は、金田陽介による日本の漫画。ウィリアム・シェイクスピアの戯曲『ロミオとジュリエット』を翻案した作品であり、東和国とウェスト公国という2つの国家が対立する架空世界で、東和国の少年・犬塚露壬雄とウェスト公国の少女・ジュリエット・ペルシアが織り成す恋模様を描く。
本作は『別冊少年マガジン』（講談社）で連載が始まり、2015年8月号から2017年7月号まで連載された。その後、『週刊少年マガジン』（講談社）に移籍し、2017年43号から2019年40号まで連載された。全119話で、コミックスは講談社コミックスから計16巻刊行されている。メディアミックスも行われており、2018年には本作を原作としたテレビアニメが放送されている。2020年6月時点で累計発行部数は370万部を突破している。

## あらすじ
犬塚露壬雄はダリア学園という寄宿学校の学生で、「黒犬の寮」（ブラックドギーハウス）の高等部1年生のリーダーを務めていた。この寮は東和国の学生専用の寮であり、ウェスト公国の学生が住む「白猫の寮」（ホワイトキャッツハウス）とは敵対関係にあった。しかし、露壬雄は白猫の寮の高等部1年生のリーダー、ジュリエット・ペルシアに片思いしていた。
1学期のある夜、露壬雄はジュリエットに告白する。彼の告白に心を動かされたジュリエットは告白を受け入れ、2人は秘密裏に交際を始める。その後、ジュリエットの親友のシャルトリュー・ウェスティアと、露壬雄の親友・狛井蓮季が2人の交際を知るが、それ以外の学生には気づかれないまま、露壬雄たちは体育祭を迎える。体育祭では、ジュリエットが寮内の派閥争いに巻き込まれて負傷する事件が起きる。露壬雄は主犯のアビ・シニアを成敗するが、最後の騎馬戦で起こったアクシデントが原因となりチームの敗北を招き、リーダーの座を追われる。
一方、露壬雄の兄・藍瑠は、露壬雄とジュリエットの内通を疑うようになる。体育祭終了後に行われたジュリエットの誕生日会で、2人は藍瑠から追及を受けるが、辛くも切り抜ける。この一件を経て露壬雄は学園の変革を決意し、そのために、各寮から選出され、学園内で特別な権限を有する「監督生」になることを目指すようになる。手始めに監督生・王手李亞の補佐役に就いた露壬雄は、その後、夏休みの合宿で兄に一矢を報い、これを寮生に認められてリーダーに復帰する。
2学期、ダリア学園で学園祭が開催される。そこでジュリエットは、学園に来園した母親から、かつて黒犬の寮の寮生と白猫の寮の寮生が交際していたことと、後にそれが露見して2人が退学に追い込まれたことを知らされる。その2人とは、ジュリエットの父・ターキッシュと、露壬雄の母・千和だった。千和と話したいと思ったジュリエットは冬休みを利用して犬塚家を訪ねるが、遅れて帰省した藍瑠に露壬雄との交際を知られてしまう。2人の交際に反対する藍瑠に対し、露壬雄は兄弟喧嘩を挑んで勝利する。敗れた藍瑠は交際を黙認した上で、露壬雄とジュリエットに対し、各寮から1人ずつ選ばれる「監督生代表」に揃って就任するよう発破をかけた。
2年生に進級後、監督生選抜選挙が開催される。露壬雄とジュリエットは選挙で最も多くの票を集めて監督生代表になることを目指すが、選挙にはウェスト公国に強い憎しみを抱く狗神玲音も立候補しており、露壬雄と玲音は黒犬の寮の監督生代表の座を巡って対立する。そして選挙戦の最中、露壬雄とジュリエットが交際していることを知った玲音は、投票日当日に全校生徒に向けこれを暴露する。2人は瞬く間に非難の的になるが、黒犬の寮のアウトロー的存在である丸流千鶴が2人を支持したことで潮目が変わり、最終的に、黒犬の寮の監督生代表には露壬雄、白猫の寮の監督生代表にはジュリエットがそれぞれ選出された。
監督生代表就任後、露壬雄とジュリエットは、学園の変革の一環として、それまで寮ごとに分かれて実施していた修学旅行を改め、2寮合同でウェスト公国に赴くことを決定する。旅行中、露壬雄はジュリエットの両親に挨拶することを計画するが、逆にターキッシュによってジュリエットと引き離されてしまう。学友たちの助力を得てペルシア邸で再会した2人は、交際に反対するターキッシュに決闘を挑み、勝利する。
露壬雄とジュリエットは、自身の夢を叶えるため、ダリア学園からの卒業を機にそれぞれ国に戻るが、その後も交際は続けた。そして卒業から7年後、2人がダリア学園で結婚式を挙げたところで物語は終わる。

## 登場人物
※ 「声」は、本作を原作としたテレビアニメにおける声優。

### メインキャラクター
犬塚 露壬雄（いぬづか ろみお）
声 - 小野友樹、嶋村侑（初等部）
本作の主人公。ダリア学園の男子生徒で、学年は高等部1年 → 2年。黒犬の寮の寮生で、同期生のリーダーを務める。4月28日生まれ。
東和国の政治家一族・犬塚家の出身で、前当主の次男。身長182センチメートルと大柄な体躯を持ち、腕っぷしも強いが、泳ぎは不得手。頭もよくなく、作中ではしばしば「バカ」扱いされている。ジュリエットに対して一途な想いを寄せているが、恋愛に関しては乙女チックなところがある。
黒犬寮の監督生代表、犬塚藍瑠は実の兄であり、幼少期から厳しくしつけられたため一種のトラウマとなっている。
ジュリエットに想いを伝え交際を始めてからは、告白の際に発した「お前と一緒にいられるなら、こんな世界変えてやる」という言葉の実現を目指している。高等部2年次に交際の事実が公になるも、黒犬の寮の監督生代表として白猫の寮との関係改善に努めた。学園卒業後は東和に帰国して政治家になり、ウェスト公国との関係改善に取り組んでいる。その傍らでジュリエットと遠距離交際を続け、卒業から7年後にダリア学園で結婚式を挙げる。
ジュリエット・ペルシア
声 - 茅野愛衣
本作のヒロイン。ダリア学園の女子生徒で、学年は露壬雄と同じ。白猫の寮の寮生で、同期生のリーダーを務める。真面目で文武両道だが料理は不得手で、またお化けや辛いものも苦手としている。誕生日は7月1日で、白猫の寮では毎年、彼女の誕生日会が開かれている。
ウェスト公国の貴族の一人娘で、女性は跡継ぎになれないという公国のルールを変えることを目指している。露壬雄のことは当初ライバル視していたが、彼が自分と一緒にいるために「世界を変える」と言い放ったことに心を動かされ、高等部1年の春から交際を始める。交際を始めてからは露壬雄への好意がどんどん増しており、2年生に進級後は白猫の寮の監督生代表として露壬雄と共に2寮の関係改善に尽力した。ダリア学園卒業後は公国に戻って貴族制度の改革に取り組み、公国の女性として初めて爵位を得るに至っている。
ジュリ男（ジュリお）
ジュリエットがウィッグとカラーコンタクトレンズを装着して男装した姿。人目を忍ばずにジュリエットと一緒にいたい、と願う露壬雄の発案から誕生した。学園内では露壬雄のお下がりの制服を着用しており、そのため、対外的には「黒犬の寮の中等部の男子生徒」という設定で通している。

### 黒犬の寮の寮生
狛井 蓮季（こまい はすき）
声 - 佐倉綾音
露壬雄の親友。ダリア学園の女子生徒で、学年は露壬雄と同じ。黒犬の寮の寮生。10月9日生まれ。
東和国の神社・狛井神社の娘。快活な性格で面倒見もよく、露壬雄のほか、獅子静香（しし しずか、声 - 飯田里穂）や歩米良仁愛（ぽめら にあ、声 - 本渡楓）など多数の寮生と親交がある。寮生からの信頼も厚く、露壬雄がリーダーの座を追われていた間、彼に代わってリーダーを務めた。
露壬雄とは初等部のころからの付き合いで、当時は引っ込み思案だったが、露壬雄と友人になったことがきっかけで他の寮生とも親しくなっていったという過去を持つ。露壬雄には恋心も抱いており、後に彼に想いを伝えるが、彼からジュリエットと交際していることを知らされ、失恋する。失恋後も未練を抱きつつ露壬雄をサポートしており、2年生に進級後は監督生として彼を支えている。ウェストでの修学旅行ではラグドールとの交流で芝居の面白さを知り、卒業後は女優になり東和とウェスト双方で活躍している。
犬塚 藍瑠（いぬづか あいる）
声 - 小野大輔
東和国の政治家一族・犬塚家の現当主。露壬雄の1つ上の兄で、露壬雄以上の腕っぷしの強さを誇る。5月2日生まれ。
犬塚家の前当主の長男で、幼いころに父と死別し、父の跡を継いで当主となる。当主を継いでからは家を守るために努力を重ね、ダリア学園では高等部1年次から監督生を務め、2年次には黒犬の寮の監督生代表に就いている。他方で露壬雄には必要以上に厳しく接しており、彼がジュリエットと交際していることを知ると、弟よりも家名を優先して2人を無理やり別れさせようとしたが、兄弟喧嘩を経て弟の意思を認め、和解する。学園卒業後は父と同じ政治家の道を歩み、同じ道を選んだ露壬雄と協力して問題に取り組んでいる。
王 胡蝶（ワン コチョウ）
声 - 日高里菜
ダリア学園で「薬学のエキスパート」と称される女子生徒。誕生日は7月7日で、生まれたのは露壬雄より1年遅いが、飛び級で進級したため学年上は露壬雄より1年先輩に当たる。
高等部2年次に監督生を務めている。監督生としては優秀だが、お茶目な一面も併せ持ち、しばしば露壬雄をからかっている。双子の妹・手李亞との仲は良好で、よく気にかけているが、同時に自分よりも胸が大きい妹のことを羨んでもいる。また、恋愛に関しては奥手で、藍瑠に好意を寄せているが、ダリア学園を卒業してからも彼に想いを告げられずにいる。学園卒業後は薬剤師になった。
王 手李亞（ワン テリア）
声 - 小倉唯
胡蝶の双子の妹で、ダリア学園における「工学のエキスパート」。飛び級で進級しており、実年齢は露壬雄より下だが学年上は1年先輩に当たる。また姉と同じく、高等部2年次に監督生を務めている。姉よりかなりの巨乳でもある。
内気でポンコツだが、学生のために体を張れる心意気も持ち合わせている。露壬雄のことは当初問題児と見なしていたが、彼が立場の違いを超えて自分に接してくれたことで好感を持ち、露壬雄が監督生を目指すようになってからは彼を自分の補佐役に任じている。一方、「監督生と補佐役」という関係性を考慮して、自身の想いは露壬雄には伝えず、監督生として彼を応援するというスタンスを最後まで貫いている。学園卒業後はロボットエンジニアになった。
丸流 千鶴（まる ちづる）
声 - 杉田智和
露壬雄と同じ学年の男子生徒。黒犬の寮のアウトロー的存在で、作中では、同じ学年の古羊英悟（こひつじ えいご、声 - 下野紘）や土佐健斗（とさ けんと、声 - 細谷佳正）と共に「3バカ」と呼ばれる。露壬雄と共に寮生の中で上位の腕力を誇り、露壬雄のことをライバル視している。4月27日生まれ。
東和国への愛国心が強く、白猫の寮の寮生に勝つためなら卑怯な手段を使うことも辞さない。一方でジュリ男の凛とした姿に憧れを抱いており、学園祭を機に友人となる。その後、監督生選抜選挙の投票日にジュリ男の正体を知るが、正体を知った上で白猫の寮への敵対心よりもジュリ男との友情を重んじて露壬雄たちを支持し、選挙の趨勢に大きな影響を与えた。学園卒業後は銀行員になり、露壬雄とジュリエットの結婚式にも招待されていたが、素直に参列するのが恥ずかしいという理由で一般参加者に紛れて式を見守っていた。
狗神 玲音（いぬがみ れおん）
露壬雄と同じ学年の女子生徒で、監督生選抜選挙における露壬雄のライバル。東和国出身の父とウェスト公国出身の母から生まれた混血者で、東和国の片田舎で人目を避けるように育った方言女子。母親譲りの赤毛を持つが、ダリア学園では髪を黒く染めており、また方言も封印してミステリアスなキャラクターとして振る舞っている。8月23日生まれ。
はじめは東和国とウェスト公国の友好を願っていたが、高等部へ進学する直前、母方の祖母によって母親と強引に引き離されたことでウェスト公国を憎み、「監督生代表になってダリア学園から白猫の寮の寮生を追放する」という野望を抱く。監督生選抜選挙で露壬雄に敗れて改心し、一度は学園を去ろうとするが、彼から要請を受けて学園に残り、監督生に就任する。修学旅行の際に母親との念願の再会を果たし、卒業後は髪色を赤毛に戻して、国家の壁が取り払われたダリア学園の初等部で教師をしており、生徒らに露壬雄とジュリエットの話しをし、彼らが学園で結婚式を挙げる事などを教えた。
犬塚 朱奈（いぬづか しゅな）
犬塚家で使用人として働く少女。誕生日は11月23日で、年齢は露壬雄の1つ下。
犬塚家の分家の出身で、幼いころから犬塚家の邸宅にて住み込みで働いている。露壬雄からは妹分として可愛がられており、当人も露壬雄を兄のように慕っているが、一方で彼に害をなす者には手厳しく、周囲から「犬塚家の番犬」と恐れられている。
実家は貧しく、そのため勉学も在宅で行っていたが、後にダリア学園に編入学し、露壬雄の1年後輩となる。学園では、蓮季の1つ下の弟・晃葵（こうぎ）や、白猫の寮の寮監の娘であるアメリア・カールと親しくなり、行動を共にするようになる。学園卒業後は警察官になった。

### 白猫の寮の寮生
シャルトリュー・ウェスティア
声 - 嶋村侑
ジュリエットの親友。ダリア学園の女子生徒で、学年は露壬雄と同じ。白猫の寮の寮生。11月7日生まれ。
ウェスト公国の王女で、作中では主に「シャル」「シャル姫」と呼ばれる。露壬雄から「チート」と形容されるほど高い能力を持つが、ドSキャラという一面もあり、周囲の人間（特にスコット）をよく振り回すことから「暴姫（タイラント・プリンセス）」の異名を持つ。
ジュリエットに密かに恋しており、彼女に対してのみ甘い態度を取る。ジュリエットが露壬雄と交際していることを知ってからは、彼女のことを陰に陽に助けている。露壬雄とはジュリエットを巡って張り合うこともあるが、同時に彼の人柄を認めており、ジュリエットのために世界を変えると言い切る姿を悔しがってもいる。そのため、ウェストへの修学旅行では自身の社交界デビューの場を利用して、「自分の最初のダンスパートナーに東和民である露壬雄を指名する」ことで東和とウェストの親睦宣言を大々的に行い、露壬雄よりも先に「世界を変えて」見せることで悔しさを晴らし、露壬雄とジュリエットの後押しを行った。学園卒業後は王位を継ぐための勉強をしている。
スコット・フォールド
声 - 神谷浩史、日高里菜（初等部）
露壬雄と同じ学年の男子生徒で、ジュリエットの側近。6月18日生まれ。
中等部のときに一時不良行為少年と化すが、ジュリエットの尽力で更生した過去を持つ。ジュリエットを敬愛しており、高等部2年次には彼女を支えるため監督生に就いている。反面、ジュリエットをストーキングするなど敬愛が高じて奇行に走ることもあり、作中ではしばしばシャルトリューの妨害に遭っている。
アビ・シニア
声 - 立花慎之介
露壬雄と同じ学年の男子生徒。ジュリエットを支持する寮生と対立関係にある「アビ派」のリーダー。美形で、ダリア学園で開催されているミスターコンテストでは中等部・高等部と連覇している。
ウェスト公国の労働者階級出身で、上流階級の学生から見下されてきた過去を持ち、誰からも見下されない世界を作るという大望を抱いている。体育祭ではジュリエットの信望を失墜させることで自派閥を伸張させようと目論むが、露壬雄に成敗され、却って支持を失う。その後は正々堂々と監督生を目指しており、2年生に進級後、監督生に就いている。学園卒業後はソマリと結婚し、2人の娘の父親になり革命家として活動している、
ソマリ・ロングヘアード
声 - 喜多村英梨
露壬雄と同じ学年の女子生徒。アビの側近で、露壬雄に引けを取らないほどの怪力の持ち主。その反面、頭は悪く、ダリア学園には自身の怪力を評価される形で入学を果たしている。12月10日生まれ。
ウェスト公国の労働者階級出身で、上流階級の学生から嫌がらせを受けてきた過去を持つ。誰からも見下されない世界を作ろうとするアビを恋い慕い、彼を献身的に支えている。他方で、高等部1年の夏に一時アビとすれ違ってしまったことがあり、その際に自分を助けてくれたジュリエットのことも慕っている。学園卒業後はアビと結婚し2人の娘を出産し、プロレスラーになっている。
ケット・シィ
声 - 興津和幸
露壬雄より1学年上の男子生徒。高等部1年次から監督生を務め、2年次には白猫の寮の監督生代表に就いている。
飄々としたイケメンで、「面白いこと」と下ネタを好む。他方で、ひとたび怒ると藍瑠と互角に渡り合うほどの戦闘力を発揮する。同学年の監督生・サイベルに対しては友情以上の想いを抱いており、日頃から彼女をからかっては手厳しいツッコミを受けている。学園卒業後は小児科医となりサイベルと同じ病院で勤務している。
アン・サイベル
声 - 上坂すみれ
露壬雄より1学年上の女子生徒。高等部2年次に監督生を務めている。2月4日生まれ。
クールかつ厳格な性格で、規律や秩序を重んじ、また不真面目な人間には手厳しい。その凛とした態度から寮生の間で高い人気を誇るが、その反面、少女趣味で可愛いものを好む側面を持つ。自分をしょっちゅう振り回すケットに対しては辛辣な対応を取っているが、内心では憎からず思っている。学園卒業後は看護師になり、ケットには学園の時と変わらず厳しい対応をとっているが、内心では彼からの告白を待っている。
ジャーニー・レックス
声 - 星野貴紀
露壬雄より1学年上の男子生徒。高等部2年次に監督生を務めている。
中等部の時点では女子と見紛うほどの美少年だったが、たくましくなるために身体を鍛えた結果、筋骨隆々とした大男となった。一方で、監督生として女子生徒の気持ちも分かるようになりたいという理由から、学園では女子用の制服を着用している。学園卒業後は服のデザイナーになっており、ワイルドロリータ服で一世を風靡した。

### ダリア学園外の人物
犬塚 千和（いぬづか ちわ）
犬塚家の前当主の妻で、藍瑠と露壬雄の母。天然で押しが強く、かつ惚れっぽい性格。
かつてダリア学園に通っており、そこでターキッシュと恋仲になるが、後に交際が露見して学園から追放され、彼とも強制的に別れさせられた過去を持つ。しかし、ターキッシュと交際していたことを悔やんではおらず、自分たちと同じく寮を超えて恋仲になった露壬雄とジュリエットを応援している。露壬雄とジュリエットの結婚式の時にターキッシュと再会を果たす。彼との日々は若き日の思い出として割り切っており、新たに身内になったラグドールにも好意的に接している。
ターキッシュ・ペルシア
声 - 竹本英史
ウェスト公国の伯爵家・ペルシア家の現当主で、ジュリエットの父。
ダリア学園在学中に千和と恋仲になるが、後に交際が露見して学園および伯爵家から追放された過去を持つ。その後、自身は実業家としての才覚を活かして伯爵家に戻ることを許され現在の地位に就くものの、一方で自分のせいで千和の人生を狂わせたと長年悔やみ続けている。ジュリエットと露壬雄の交際を知ると、その後悔の念もあり2人を別れさせようとするが、ジュリエットから千和の真意を伝えられ、また娘との決闘に敗れたこともあり、2人の交際を認める。
ラグドール・ペルシア
ターキッシュの妻で、ジュリエットの母。
ダリア学園の卒業生であり、ターキッシュや千和の1学年下にあたる。ジュリエットに対する愛情は深いが、夫からは娘を甘やかさないよう言い渡されており、その狭間で悩んだ結果、娘に対してツンデレと化している。
伯爵夫人に加えて女優という一面も持ち、修学旅行中に迷子になった蓮季と知り合った際、自身が出演する舞台『オペラ座の怪人』のリハーサルを見学させ、女優の道に誘っている。

## 世界観・用語
作中世界には「東和国（とうわこく）」と「ウェスト公国」という2つの国家が存在する。両国は過去に戦争を繰り広げており、作中では形だけの和平が結ばれた状態となっている。
ダリア学園（ダリアがくえん）
本作の舞台である寄宿学校。東和国とウェスト公国の中間に位置する島にあり、両国の学生が在学している。初等部・中等部・高等部から成る小中高一貫校で、外部からの編入学も認められている。
学生寮は2つあり、「黒犬の寮（ブラックドギーハウス）」「白猫の寮（ホワイトキャッツハウス）」と呼ばれる。黒犬の寮には東和国の学生、白猫の寮にはウェスト公国の学生が寄宿している。また校長はおらず、作中では、黒犬の寮の寮監（声 - 黒田崇矢）と白猫の寮の寮監（声 - 木村亜希子）が職務を代行している。
現実世界のイギリスにある寄宿学校、イートン校がモデルとなっている。
監督生（プリフェクト）
ダリア学園における学生の役職。現実世界における生徒会役員と風紀委員に相当し、他の学生に罰を与える権限を有している。また、後輩の学生から1名、自身の補佐役を任命することができる。
毎春、高等部の学生を対象に実施される「監督生選抜選挙」を経て、各寮から3名ずつ選出される。任期は1年で、再任も認められている。なお、各寮から選出された3名のうち、選挙で最も多くの票を集めた生徒は「監督生代表」となる。

## 作風
本作は「許されない立場同士の禁断の恋」という王道のラブストーリーであり、そのストーリー性に加えて、個性溢れる登場人物が魅力となっている。特に、ヒロインのジュリエットが主人公の露壬雄にデレる姿は、ライターの立花ももから「反則なまでにいじらしく、読む者はみな陥落させられてしまう」と評されている。
マンガ大賞の発起人として知られる吉田尚記は、本作について、話ごとに女性キャラクターの決めカットがあり、その「決めの大ゴマ」が読みどころとなっていると語り、本作を「大ゴマラブコメ」と評している。この大ゴマについて、作者の金田は、その手前で「マイナスの流れ」を作ることを意識しているといい、大ゴマとの「振れ幅」を大きくすることで大ゴマがより魅力的なものになるよう工夫している、と語っている。

## テレビアニメ
| 原作                         | 金田陽介                                                    |
| 監督                         | 宅野誠起                                                    |
| 助監督                       | 臼井文明                                                    |
| シリーズ構成・脚本           | 吉岡たかを                                                  |
| キャラクターデザイン         | 森本由布希                                                  |
| プロップデザイン             | 小倉典子                                                    |
| 美術監督                     | 齋藤幸洋                                                    |
| 美術設定                     | 青木智由紀、イノセユキエ                                    |
| 色彩設計                     | 野地弘納                                                    |
| 撮影監督                     | 田村仁                                                      |
| 編集                         | 吉武将人                                                    |
| 音響監督                     | 鶴岡陽太                                                    |
| 音響効果                     | 森川永子                                                    |
| 音楽                         | 横山克                                                      |
| 音楽制作                     | NBCUniversal Entertainment Japan                            |
| 音楽プロデューサー           | 西村潤                                                      |
| チーフプロデューサー         | 黒須礼央、立石謙介、前田俊博                                |
| プロデューサー               | 飯田郁乃、石田麻菜美、鈴木寿広 青井宏之、相島豪太、里見哲朗 |
| アニメーションプロデューサー | 柴宏和                                                      |
| アニメーション制作           | ライデンフィルム                                            |
| 製作                         | 寄宿学校のジュリエット製作委員会                            |

2018年3月14日、本作のテレビアニメ化が発表された。その後、同年10月から12月にかけてテレビアニメが放送された。全12話で、露壬雄とジュリエットが交際を始めてから、ジュリエットの誕生日会までのエピソードが描かれている。

### 製作に至る経緯・スタッフィング
テレビアニメの監督は宅野誠起が務めており、宅野が講談社コミックスをアニメ化するのは『山田くんと7人の魔女』『恋と嘘』に続き3作目となる。過去2作のアニメ化はいずれもアニメーションプロデューサーの柴宏和が起点となっており、宅野も柴から依頼を受けて監督を務めた。しかし、本作については、講談社の側から「宅野の監督でアニメ化」という提案があったという。スタッフィングにも宅野の意向が反映されており、撮影監督の田村仁や音楽の横山克は過去に宅野と仕事を共にしたことがあり、その繋がりから本作でも起用された。

### 製作
テレビアニメでは吉岡たかをがシリーズ構成を務め、全話の脚本を手掛けている。吉岡は本作をアニメ化するに当たって、露壬雄を「男がほれる男として」描写するという方向性を打ち出しており、製作に当たってはその方向性を軸とした上で女性キャラクターも魅力的に描写するという方針が採られた。女性キャラクターを魅力的に描写するという点については、一例として撮影処理にそれが現れており、本作では撮影処理の際、「可愛くキラキラした雰囲気になるように」工夫が施されている。
また、劇伴は弦楽器を風情たっぷりに使ったものとなっている。これはクラシック音楽を意識したものであり、宅野によると、本作が西洋の要素を含んでいるため、劇伴についてもそれを踏まえて制作が行われたのだという。
キャストはオーディションにより選出されている。ジュリエット役の茅野愛衣や蓮季役の佐倉綾音によると、音響監督の鶴岡陽太から、キャラクターの設定年齢ではなく、そのキャラクターが持つ個性を重視して演じるよう指示があったという。

### 主題歌
オープニングテーマ「Love with You」
作詞・作曲・編曲 - 八木沼悟志 / 歌 - fripSide
エンディングテーマ「いつか世界が変わるまで」
作詞・作曲 - 佐高陵平 / 編曲 - 園田健太郎 / 歌 - 飯田里穂
なお、主題歌はいずれも露壬雄とジュリエットの2人に因んだものになっている。「Love with You」は2人の視点から歌詞が書かれており、1番は露壬雄視点、2番はジュリエット視点の歌詞となっている。「いつか世界が変わるまで」はジュリエットが持つ雰囲気を意識して制作されており、また、タイトルについては、露壬雄がジュリエットに告白したときのセリフから着想を得て命名された。

### 各話リスト
| 話数 | サブタイトル                       | 絵コンテ   | 演出                       | 作画監督                                                           | 総作画監督            |
| ---- | ---------------------------------- | ---------- | -------------------------- | ------------------------------------------------------------------ | --------------------- |
| #1   | 犬塚露壬雄とジュリエット・ペルシア | 宅野誠起   | 臼井文明                   | 西田美弥子 佐賀野桜子 浦島美紀                                     | 森本由布希            |
| #2   | ロザリオとジュリエット             | 高田美里   | 高田美里                   | 冨谷美香 石崎裕子 小倉典子                                         | 森本由布希 松岡謙治   |
| #3   | 露壬雄とシャル姫                   | 伊東優一   | 宮田亮                     | 木上桐仁 靑鉢芳信 飯野皓                                           | 森本由布希 出野喜則   |
| #4   | 露壬雄と蓮季                       | 井出安軌   | 伊部勇志                   | 佐賀野桜子 鈴木春香 鈴木奈都子                                     | 森本由布希 西田美弥子 |
| #5   | 露壬雄と体育祭                     | 石井久志   | 宮田亮                     | 山崎唯文 丸英夫 青鉢芳信 飯野皓                                    | 森本由布希 松岡謙治   |
| #6   | ジュリエットと体育祭               | 臼井文明   | 臼井文明                   | 小倉典子 冨谷美香 林志保                                           | 森本由布希 出野喜則   |
| #7   | 露壬雄とジュリエットと体育祭       | 井出安軌   | 高田美里                   | 佐賀野桜子 石崎裕子 山田佳奈莉                                     | 森本由布希            |
| #8   | 露壬雄と監督生                     | 石郷岡範和 | 石郷岡範和                 | 浦島美紀 鈴木春香 鈴木奈都子                                       | 森本由布希 西田美弥子 |
| #9   | 露壬雄とシャルとプレゼント         | 石井久志   | 村田尚樹                   | 森悦史 中山和子 山崎浩平 栗井重紀 岡昭彦                           | 森本由布希 出野喜則   |
| #10  | 露壬雄と藍瑠                       | 山下英美   | 伊部勇志                   | 小倉典子 冨谷美香 石崎裕子                                         | 森本由布希 松岡謙治   |
| #11  | 露壬雄とジュリエットと誕生日       | 岩崎良明   | 門田英彦                   | 金澤龍 權容祥                                                      | 森本由布希 西田美弥子 |
| #12  | 露壬雄とジュリエット               | 井出安軌   | 高田美里 臼井文明 宅野誠起 | 高木有詩 鈴木春香 石崎裕子 山田佳奈莉 冨谷美香 出野喜則 佐賀野桜子 | 森本由布希            |

### 放送
テレビアニメは、TBSテレビ、毎日放送、BS-TBS、AT-Xの計4局で放送された。このうち、AT-Xを除く3局では、『アニメイズム』B1枠での放送となる。
| 放送期間                 | 放送時間                     | 放送局    | 対象地域   | 備考                      |
| ------------------------ | ---------------------------- | --------- | ---------- | ------------------------- |
| 2018年10月6日 - 12月22日 | 土曜 1:25 - 1:55（金曜深夜） | TBSテレビ | 関東広域圏 | 字幕放送                  |
|                          | 土曜 1:55 - 2:25（金曜深夜） | 毎日放送  | 近畿広域圏 | 製作参加 / 字幕放送       |
| 2018年10月7日 - 12月23日 | 日曜 1:00 - 1:30（土曜深夜） | BS-TBS    | 日本全域   | BS放送                    |
| 2018年10月9日 - 12月25日 | 火曜 21:00 - 21:30           | AT-X      | 日本全域   | CS放送 / リピート放送あり |

また、テレビ放送に加えてAmazonプライム・ビデオでのネット配信も行われており、中華人民共和国を除く全世界に配信されている。このほか、GYAO!では、胡蝶役の日高里菜と手李亞役の小倉唯が出演するインターネット番組『寄宿学校のジュリエット 日高里菜と小倉唯の「ワン！ルーム」』が配信されている。

### BD
テレビアニメを収録したBDは、NBCユニバーサル・エンターテイメントジャパンからリリースされている。全4巻。
| 巻 | 発売日         | 収録話          | 規格品番  |
| -- | -------------- | --------------- | --------- |
| 1  | 2018年12月22日 | 第1話 - 第3話   | GNXA-2171 |
| 2  | 2019年1月25日  | 第4話 - 第6話   | GNXA-2172 |
| 3  | 2019年2月22日  | 第7話 - 第9話   | GNXA-2173 |
| 4  | 2019年3月20日  | 第10話 - 第12話 | GNXA-2174 |

また、2020年3月31日には、テレビアニメ全話を収録したBD-BOXがリリースされる。
| 毎日放送 アニメイズム B1 | 毎日放送 アニメイズム B1 | 毎日放送 アニメイズム B1 |
| 前番組                   | 番組名                   | 次番組                   |
| ------------------------ | ------------------------ | ------------------------ |
| ハッピーシュガーライフ   | 寄宿学校のジュリエット   | ドメスティックな彼女     |

## 賞歴・ノミネート歴
| 発表年 | 賞                       | 部門           | 対象                           | 結果       |
| ------ | ------------------------ | -------------- | ------------------------------ | ---------- |
| 2017   | 第41回講談社漫画賞       | 少年部門       | 漫画『寄宿学校のジュリエット』 | ノミネート |
| 2017   | 第3回 次にくるマンガ大賞 | コミックス部門 | 漫画『寄宿学校のジュリエット』 | 14位       |

## 書誌情報

### コミックス
- 金田陽介 『寄宿学校のジュリエット』 講談社〈講談社コミックス〉、全16巻
  1. 2015年11月9日第1刷発行（同日発売[講 1]）、ISBN 978-4-06-395526-2
  2. 2016年4月8日第1刷発行（同日発売[講 2]）、ISBN 978-4-06-395641-2
  3. 2016年9月9日第1刷発行（同日発売[講 3]）、ISBN 978-4-06-395751-8
  4. 2017年2月9日第1刷発行（同日発売[講 4]）、ISBN 978-4-06-395862-1
  5. 2017年8月9日第1刷発行（同日発売[講 5]）、ISBN 978-4-06-510101-8
  6. 2017年12月15日第1刷発行（同日発売[講 6]）、ISBN 978-4-06-510545-0
  7. 2018年3月16日第1刷発行（同日発売[講 7]）、ISBN 978-4-06-511071-3
  8. 2018年6月15日第1刷発行（同日発売[講 8]）、ISBN 978-4-06-511613-5
  9. 2018年9月14日第1刷発行（同日発売[講 9]）、ISBN 978-4-06-512604-2
  10. 2018年10月17日第1刷発行（同日発売[講 10]）、ISBN 978-4-06-512995-1
  11. 2018年12月17日第1刷発行（同日発売[講 11]）、ISBN 978-4-06-513488-7
  12. 2019年2月15日第1刷発行（同日発売[講 12]）、ISBN 978-4-06-514128-1
  13. 2019年5月17日第1刷発行（同日発売[講 13]）、ISBN 978-4-06-514886-0
  14. 2019年7月17日第1刷発行（同日発売[講 14]）、ISBN 978-4-06-515311-6
  15. 2019年9月17日第1刷発行（同日発売[講 15]）、ISBN 978-4-06-516450-1
  16. 2019年11月15日第1刷発行（同日発売[講 16]）、ISBN 978-4-06-517359-6

なお、一部のコミックスでは、通常版に加えて限定版・特装版がリリースされている。
- 第5巻では、缶バッジを同梱した限定版がリリースされた[講 17]。
- 第9巻では、アクリルキーホルダーを同梱した限定版がリリースされた[講 18]。
- 第11巻では、ミニ画集を同梱した特装版がリリースされた[講 19]。
- 第16巻では、「0巻」と銘打った小冊子を同梱した特装版がリリースされた[講 20]。

### ノベライズ
望月唯一（著） / 金田陽介（原作・イラスト） 『小説 寄宿学校のジュリエット』 講談社〈KCデラックス〉、2017年2月9日第1刷発行（同日発売）、ISBN 978-4-06-393157-0

### アンソロジーコミック
アニメ化を記念して公式アンソロジーコミックが発売されている。計30名の作家が企画に参加し、イラストや漫画を寄稿している。
- 『寄宿学校のジュリエット 公式アンソロジーコミック』 講談社〈講談社コミックス〉、2018年10月17日第1刷発行（同日発売[講 22]）、ISBN 978-4-06-513941-7

## ゲーム
三国志大戦
セガ・インタラクティブのアーケードゲーム。
2020年2月13日より、本作のジュリエットをモデルにした周姫が登場する。声はアニメ版と同じく茅野愛衣が担当。